# Vesakoski pappersbruk
Vesakoski pappersbruk var ett lumppappersbruk som verkade omkring 1820–1840 på Erä hemman i Juhtimäki by i Ikalis.  Bruket låg vid en 650 m lång å som förbinder Vesajärvi med Kaukajärvi och har ett fall på 3,2 m.
Vesakoskis pappersbruks grundare, björneborgaren Johan Glas (1780-1851), flyttade 1806 som utbildad snickare till Tammerfors. Där anställdes Glas av godsägaren Lars Gustaf Lefrén som först snickare, sedan bokhållare och byggmästare vid Tammerfors pappersbruk. Glas köpte 1812 av honom Erä hemman i Juhtimäki by. Han flyttade till Juhtimäki 1817 men  sålde gården samma år till formbindaren vid Tammerfors pappersbruk Henrik Hellén. Glas behöll dock för sig Viitaniemi torp och forsen Vesakoski med omkringliggande jord. 
I början av år 1820 färdigställde Glas och Hellén en papperskvarn i forsen Vesakoski, idag kallad Mäkelänkoski. Den var i början avsedd att tillverka takpapper av vitmossa. Där tillverkades i huvudsak makulatur och grovt omslagspapper av lump. År 1837 blev Johan Toivonen, hemmansägare i Juhtimäki, fabrikens tredje ägare. Pappersbruket saknade då kronoprivilegium, vilket Glas förklarade med att produkterna enbart såldes lokalt. Glas och Hellén kom dock snart efter detta i konflikt varför Hellén sålde Erä hemman och återvände till Tammerfors. Pappersbruket stannade dock i alla tres ägo på lika parter. Driften av pappersbruket i Vesakoski, som redan 1840 uppgavs vara illa nedslitet, upphörde några år efteråt. Timmerbyggnaden, byggd 1820 och som kallades Glasens myntverk, förblev intakt fram till 1970-talet, men finns inte längre idag. 
Minnet av Johan Glas, känd som Glas den vise, bevaras också i Ikalisbornas folktradition i olika berättelser. Främst handlar anekdoterna om hur Glas framställde papper för falska svenska sedlar och själv ritade varje sedel skilt. Han ertappades dock aldrig för detta.